# Tadeusz Chmielewski (Pianist)
Tadeusz Chmielewski (* 22. November 1941 in Vilnius; † 17. Oktober 2012) war ein polnischer Pianist und Musikpädagoge.
Chmielewski war an der Musikakademie Łódź Schüler von Maria Wiłkomirska und setzte seine Ausbildung als Stipendiat des polnischen Ministeriums für Kultur und Kunst am Moskauer Konservatorium bei Jakow Zak fort. Er trat als Klaviersolist und als Kammermusikpartner von Wanda Wiłkomirska, Vadim Brodski, Barbara Górzyńska, Elisa Kawaguti, Kaja Danczowska, Keiko Urushihara, seinem Sohn Przemysław Chmielewski und anderen weltweit auf und gewann zahlreiche Preise bei Klavierwettbewerben und Festivals. Bei den Henryk-Wieniawski-Violinwettbewerben 1977, 1981 und 1986 erhielt er jeweils den Preis der Jury als bester Klavierbegleiter. Weiterhin wurde er mit den Preisen Erster, Zweiter und Dritter Klasse des polnischen Ministers für Kultur und Kunst und der Silbermedaille der Artur-Rubinstein-Gesellschaft Tel Aviv ausgezeichnet.
Fünfundzwanzig Jahre lang leitete er die Klavierschule der Musikakademie  Łódź, daneben gab er in Polen und im Ausland Meisterklassen und jährliche Sommerkurse in Bialystok. Von 1991 bis 2001 war er Mitglied im Vorstand der Fryderyk-Chopin-Gesellschaft in Warschau, 2005 wurde er in das Programmkomitee des Fryderyk-Chopin-Institutes gewählt. Selbst initiierte er zwei nach Fryderyk Chopin und Miłosz Magin benannte Klavierwettbewerbe, die drei- bzw. zweijährlich an der Musikakademie Łódź durchgeführt werden.